# Palats « Oukraïna » (métro de Kiev)
Palats « Oukraïna » (ukrainien : Палац «Україна») est une station de la ligne Obolonsko-Teremkivska (M2) du métro de Kiev. Elle est située en limite des raïon de Petchersk et d'Holossiïv de la ville de Kiev en Ukraine.
Mise en service en 1984, elle est desservie par les rames de la ligne M2. Le service est arrêté ou perturbé depuis l'invasion de l'Ukraine par la Russie en 2022.

## Situation sur le réseau
Établie en souterrain, la station Palats « Oukraïna », est une station, de passage, de la Ligne Obolonsko-Teremkivska (M2) du métro de Kiev. Elle est située, entre la station Olimpiiska, en direction du terminus nord Heroïv Dnipra, et la station Lybidska, en direction du terminus sud, Teremky.
Elle dispose d'un quai central encadré par les deux voies de la ligne.

## Histoire
La station Palats « Oukraïna », alors dénommée Krasnoarmeiskaïa, est mise en service le 30 décembre 1984, lors de l'ouverture à l'exploitation du prolongement de Olimpiiska à Lybidska, nouveau terminus de la ligne.  Elle est réalisée par les architectes T. Tselikovskaïa, A. Krouchinski et N. Aliochkine.

## Services aux voyageurs

### Desserte
Palats « Oukraïna », est desservie par les rames de la ligne Obolonsko-Teremkivska (M2).

Installations
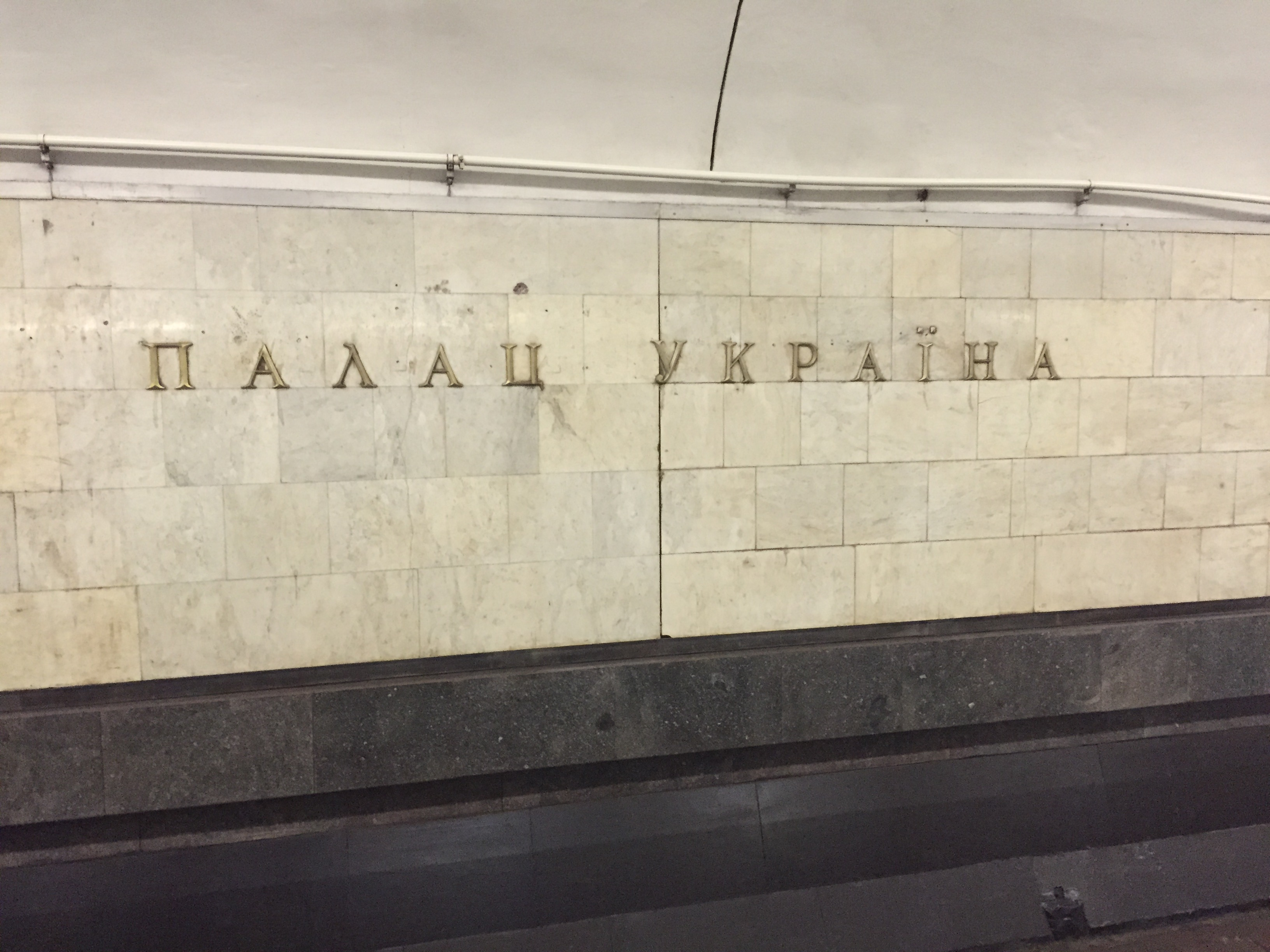
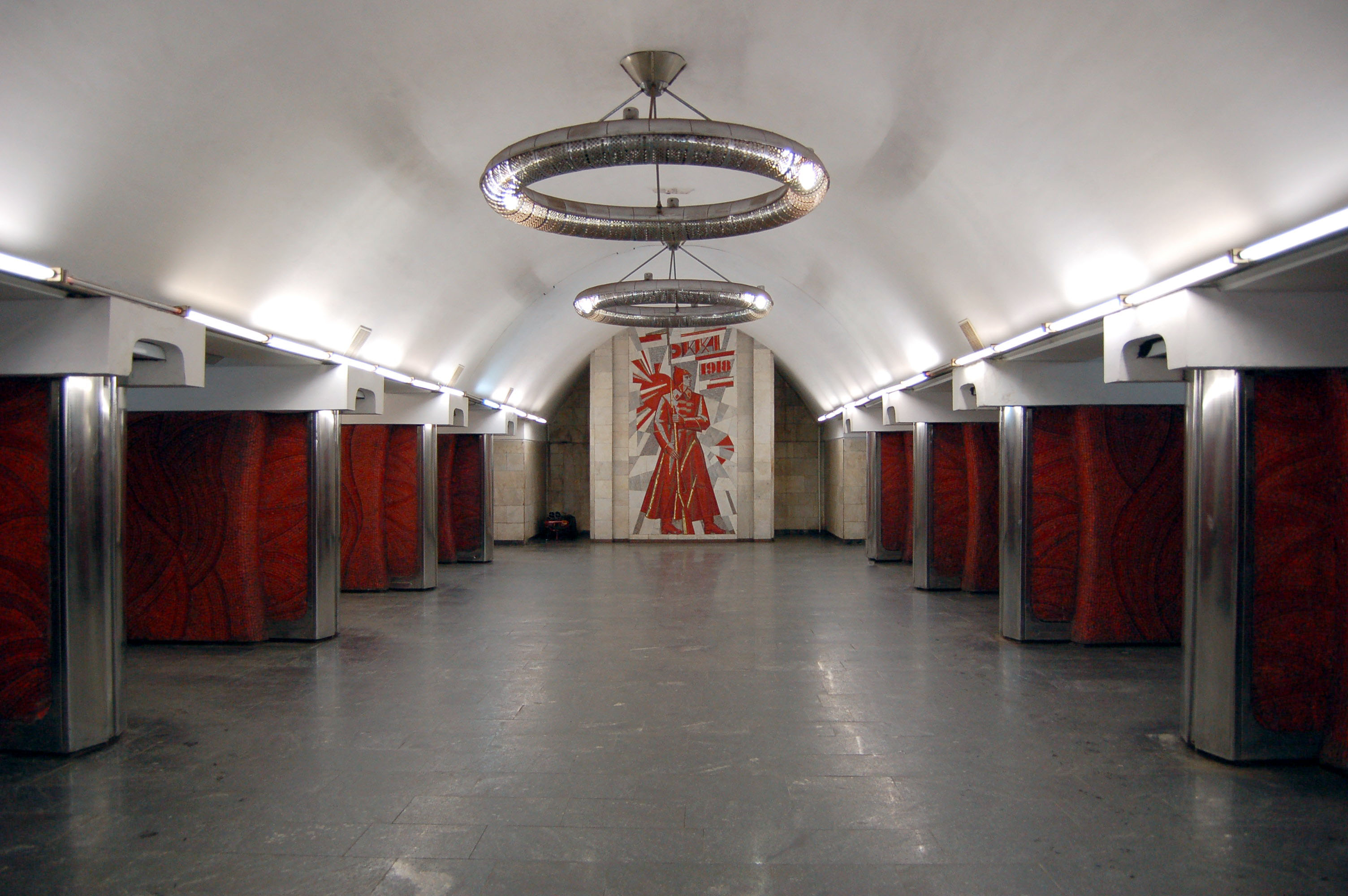
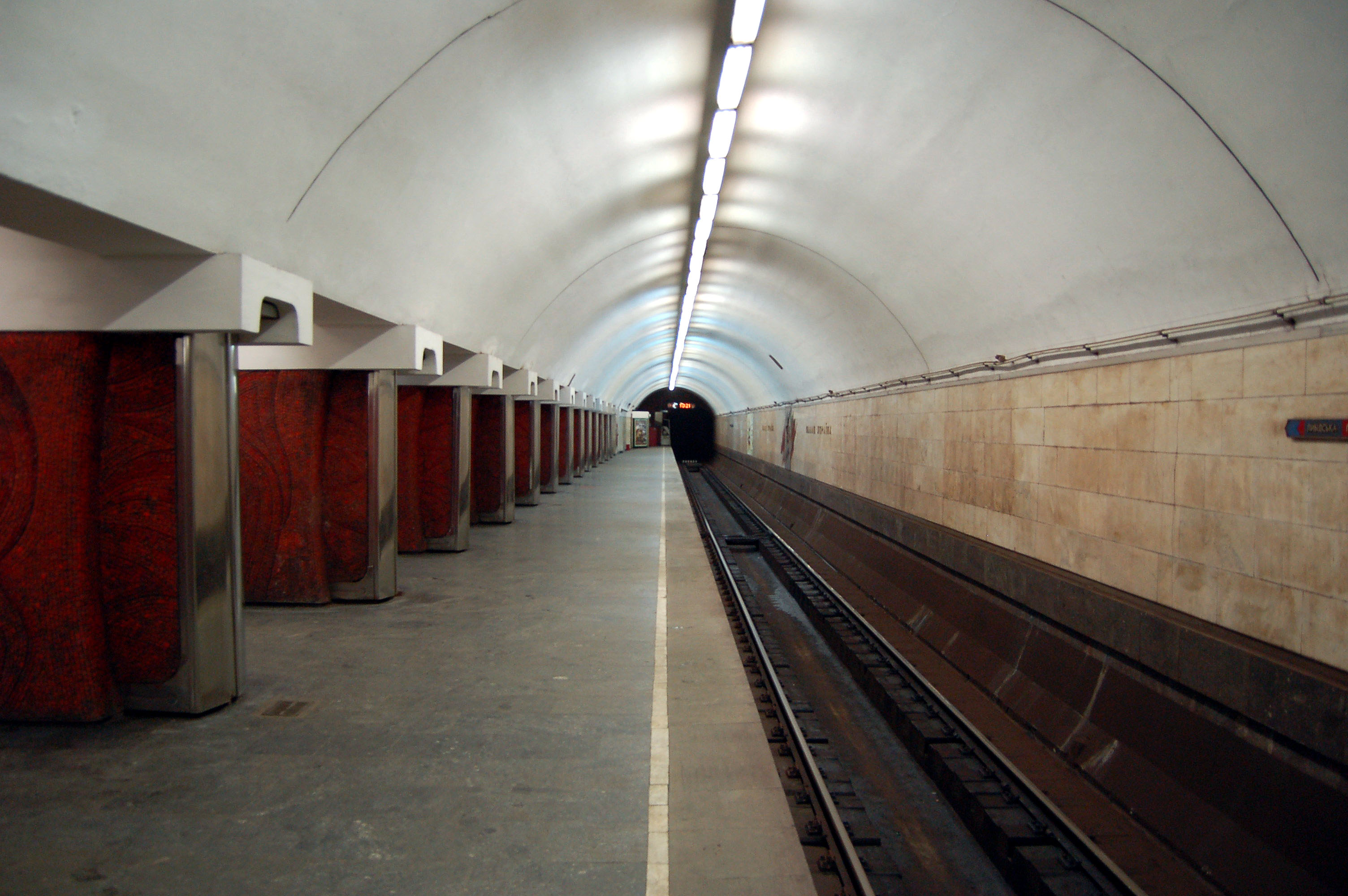